# جاكوب إي. لونغ
جاكوب إي. لونغ (بالإنجليزية: Jacob E. Long)‏ هو محامي وسياسي أمريكي، ولد في 31 يوليو 1880 في مقاطعة ألامانس في الولايات المتحدة، وتوفي في 28 أبريل 1955. انتخب عضو مجلس نواب كارولينا الشمالية.